# The Closed Door (film 1913)
The Closed Door è un cortometraggio muto del 1913 diretto da Harry Solter e sceneggiato da Leslie T. Peacocke. Prodotto dalla Victor Film Company, il film - di genere drammatico - aveva come interpreti Florence Lawrence, Owen Moore, Claire Whitney, Harry Solter, James W. Horne, Alexander F. Frank, Tom Moore.

## Trama
Florence, un'orgogliosa fanciulla del Sud appartenente a una famiglia aristocratica ma in rovina, deve contrarre un matrimonio di convenienza e sposare un ricco agente di cambio.

## Produzione
Il film fu prodotto dalla Victor Film Company.

## Distribuzione
Distribuito dall'Universal Film Manufacturing Company, il film - un cortometraggio in due bobine - uscì nelle sale cinematografiche degli Stati Uniti il 3 ottobre 1913.